# Linia kolejowa Praha – Beroun
Linia kolejowa Praha – Beroun (Linia kolejowa nr 171 (Czechy)) – dwutorowa, zelektryfikowana linia kolejowa o znaczeniu krajowym w Czechach. Łączy Pragę ze stacją Beroun. Przebiega przez terytorium Pragi i kraju środkowoczeskiego.